# 亥伯龍 (漫畫)
亥伯龙（英語：Hyperion）是漫威漫画中的角色，於《复仇者》#69 (1969年10月)登场。是永恒族的倖存者，小时候被放到地球上，然后被一个家庭收养然后取名叫马克·米尔顿（Mark Milton）。带领组织至高中队（Squadron Supreme）。

## 其他媒體

### 遊戲
- 《漫威：未來之戰》：手機遊戲，亥伯龍是玩家可使用角色之一。